# タシュケント動物園

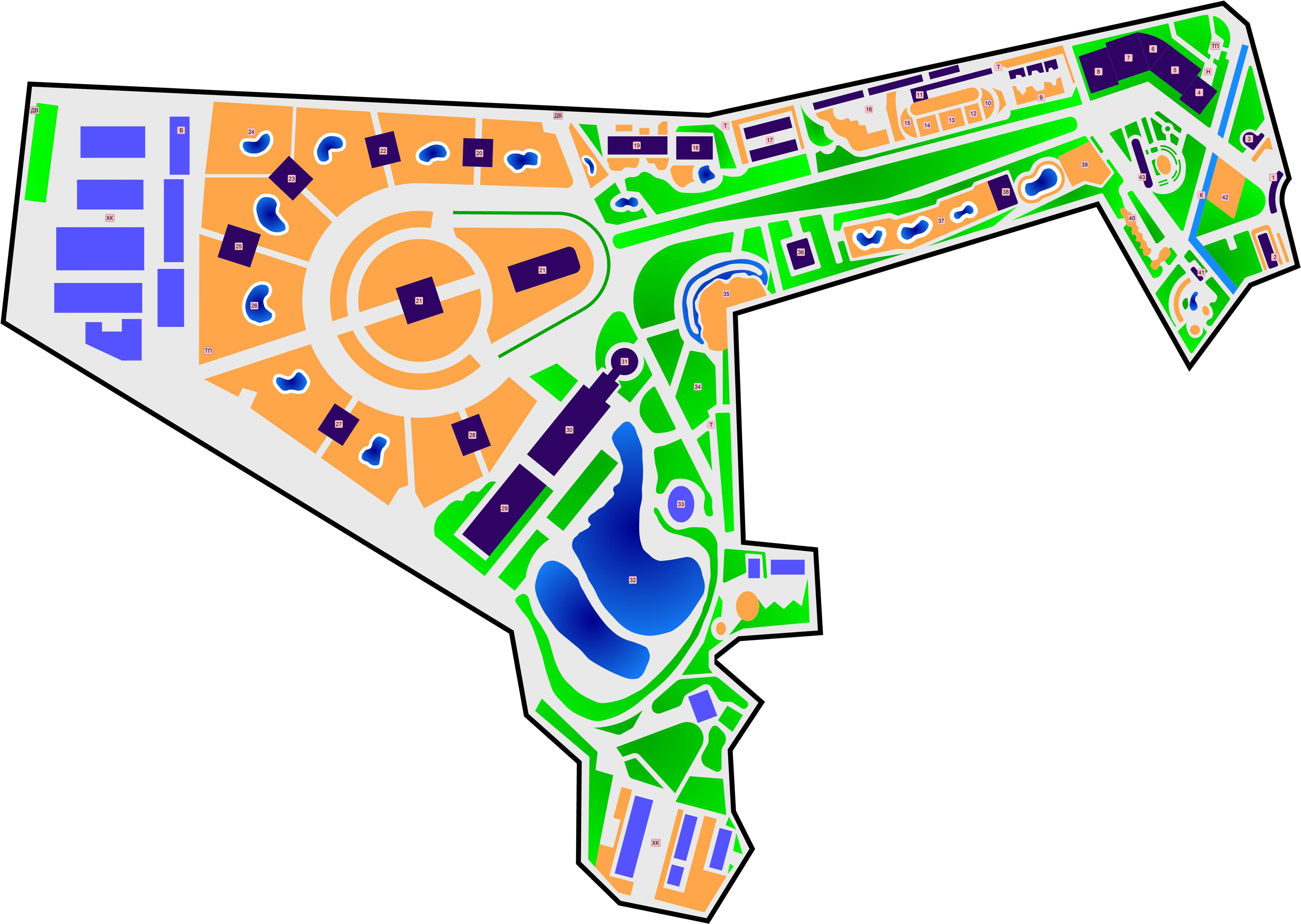
動物園の案内図
地図上の番号に対応する動物
1 - 入口
2 - 管理棟
3 - 子供向け施設
4 - 水族館
5 - 生物圏再現施設
6 - ワニ
7 - サル
8 - オウム
9 - イヌ
10 - ネコ
11 - 小型哺乳類
12 - ユキヒョウ
13 - ジャガー
14 - トラ
15 - ライオン
16 - クマ
17 - 飛べない鳥
18 - カバ
19 - カンガルー
20 - アンテロープ
21 - ヤギ
22 - シカ
23 - ガゼル
24 - シマウマ
25 - ゾウ
26 - ラクダ
27 - リャマ
28 - ウマ科動物
29 - 小型犬
30 - 熱帯鳥
31 - 熱帯植物
32 - 池
33 - 喫茶店
34 - 遊園地
35 - 滝
36 - 喫茶店
37 - 水鳥
38 - サル
39 - 猛禽類
40 - キジ
41 - 猛禽類
42 - ダチョウ
43 - 昆虫類
Т - お手洗い
В - 獣医滞在所
Н - ポンプ場
К - 用水路
ТП - 変圧器
ДВ - 予備ゲート
ХК - 滞在用施設

タシュケント動物園（タシュケントどうぶつえん、英語: Tashkent Zoo、ロシア語: Ташкентский зоопарк）は、ウズベキスタンの首都タシュケントにある動物園であり、中央アジア最大の動物園である。

## 概要
タシュケント動物園はトルキスタン自治ソビエト社会主義共和国時代の1924年に設立された。当時は総面積3haの小さな動物園だった。その後飼育する種類が増え、1940年代の終わり頃には約200種類の動物・鳥類が動物園で飼育されるようになった。
ウズベキスタン独立後の1994年、政府は現代的な新しい動物園の建設を決定し1997年の独立記念日にタシュケント植物園に隣接する場所に開館した。新しい動物園が開館した当初は85種類しか動物がいなかったが、現在は約415種類の動物・鳥類約3,000頭が動物園内で飼育されている。また、動物園内には水族館の機能を果たす水棲動物エリアがあり、サメや魚、イソギンチャクなどを見ることもできる。
1998年、タシュケント動物園はユーラシア動物園水族館協会 (EARAZA)に加盟した。また、世界中の46の動物園と提携関係を結んでいる。

## ギャラリー

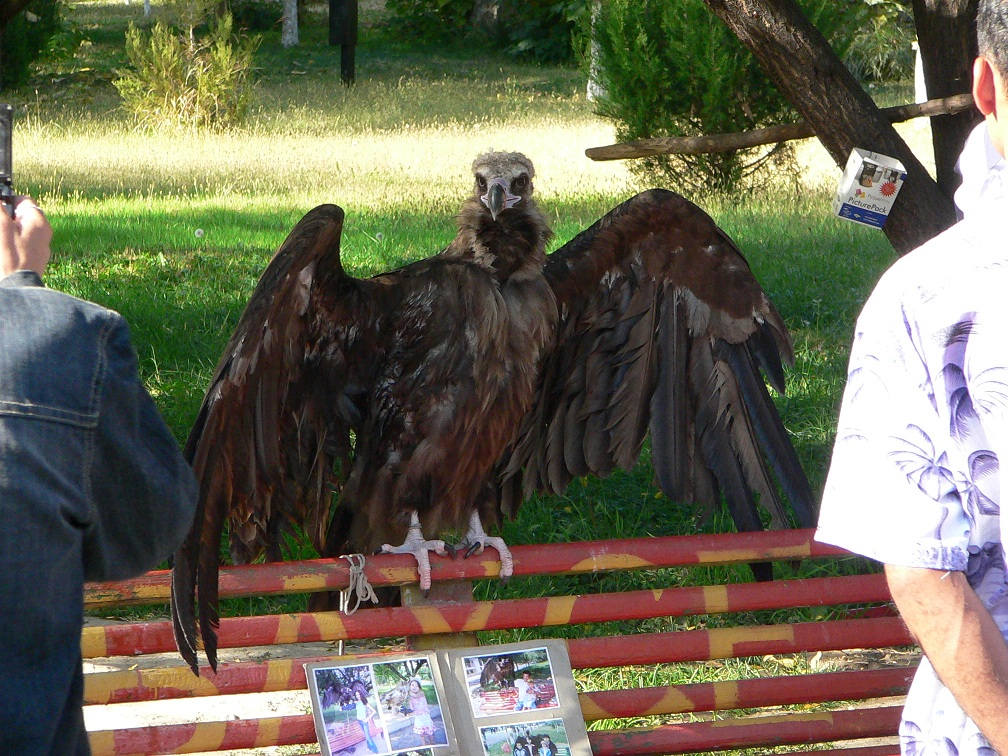
クロハゲワシ、2007年
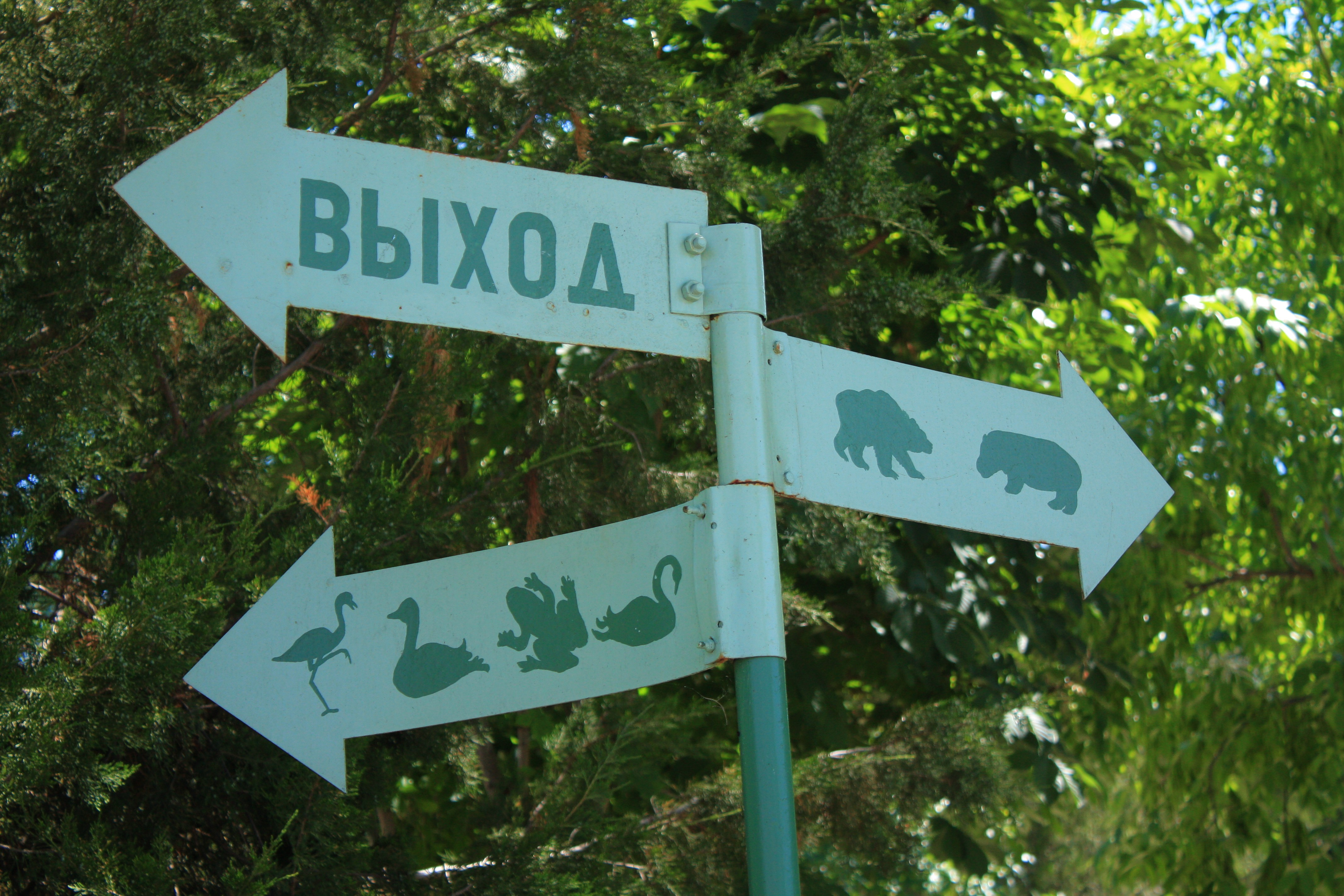
動物園内の標識
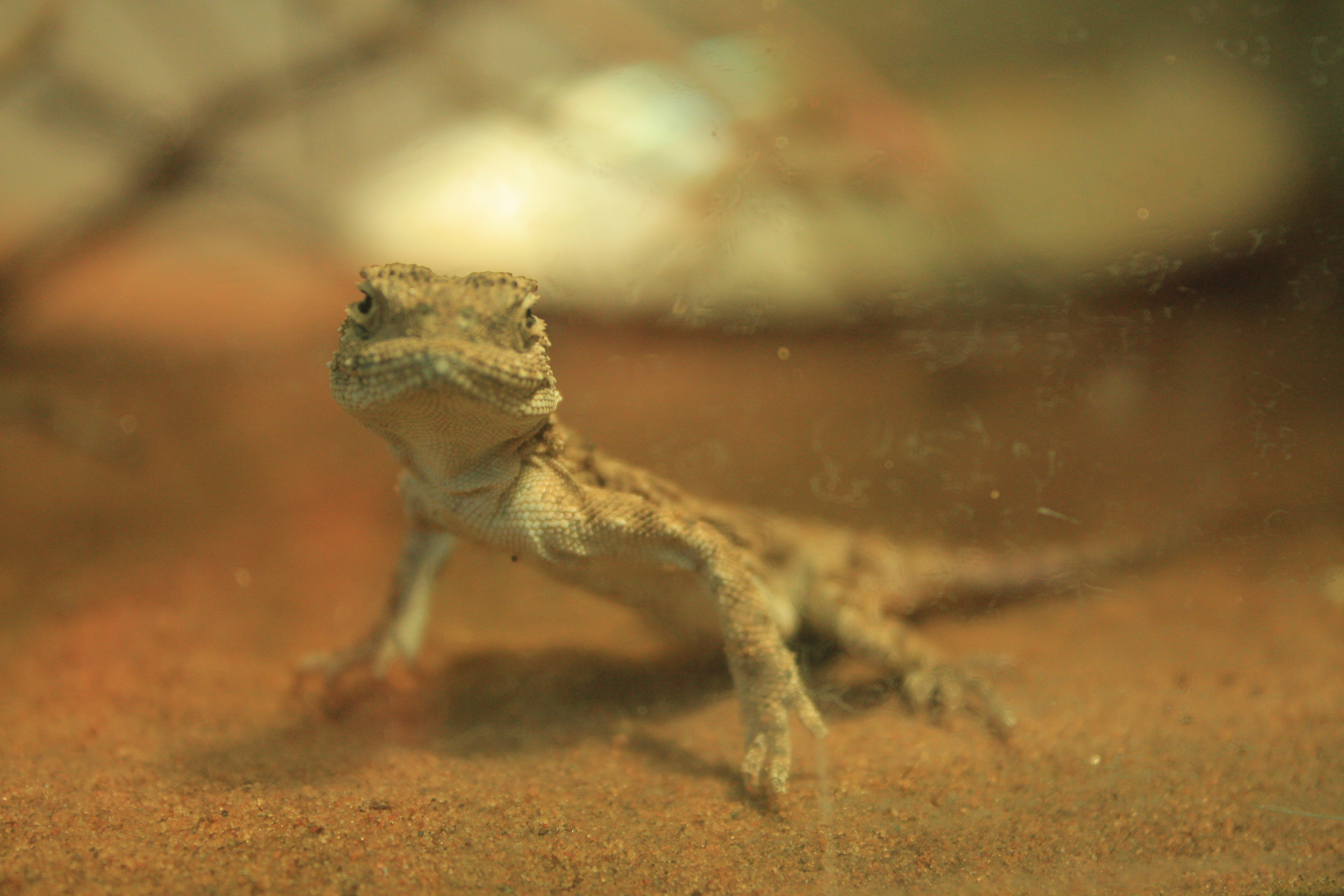
灰色のヤモリ
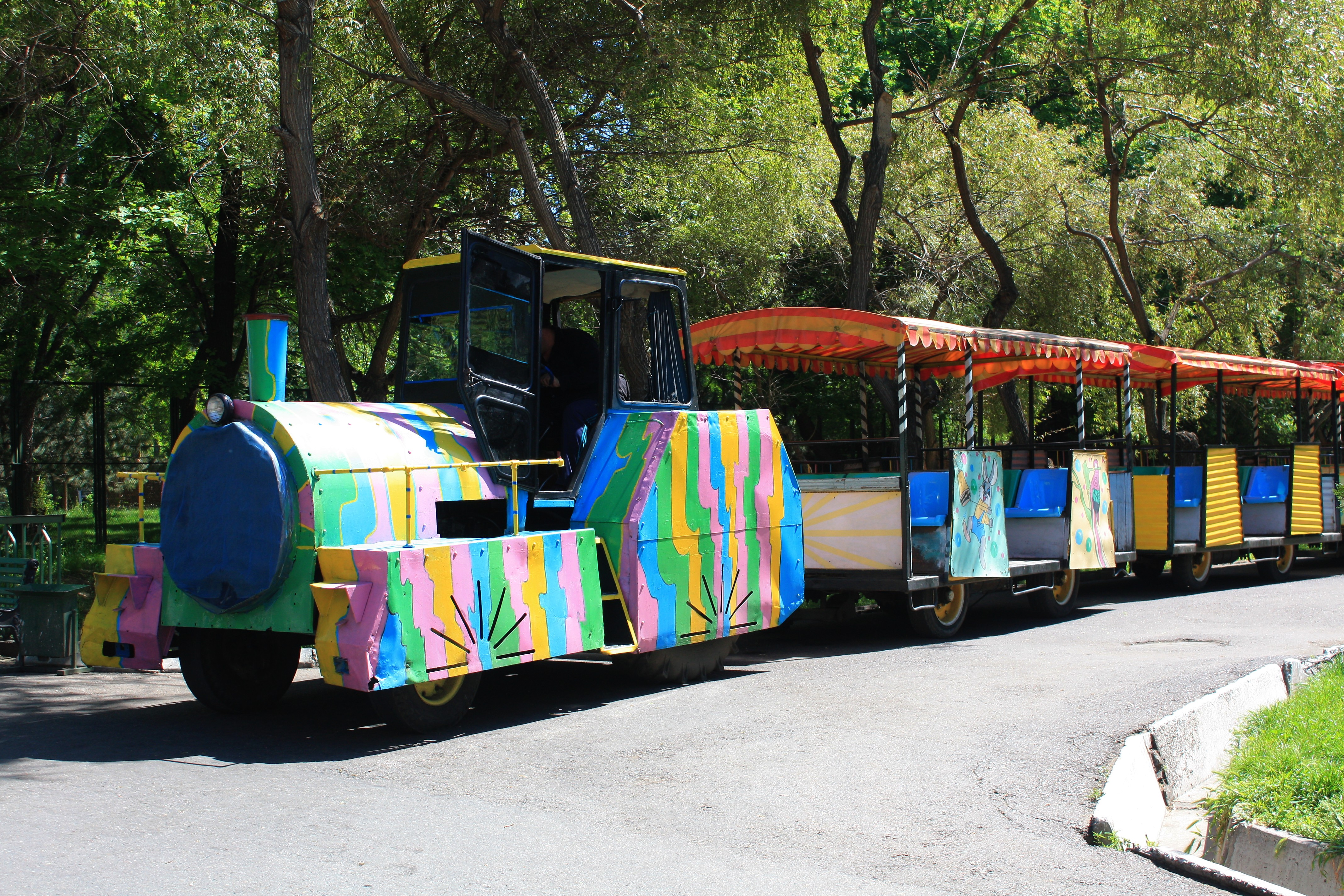
動物園内のアトラクション
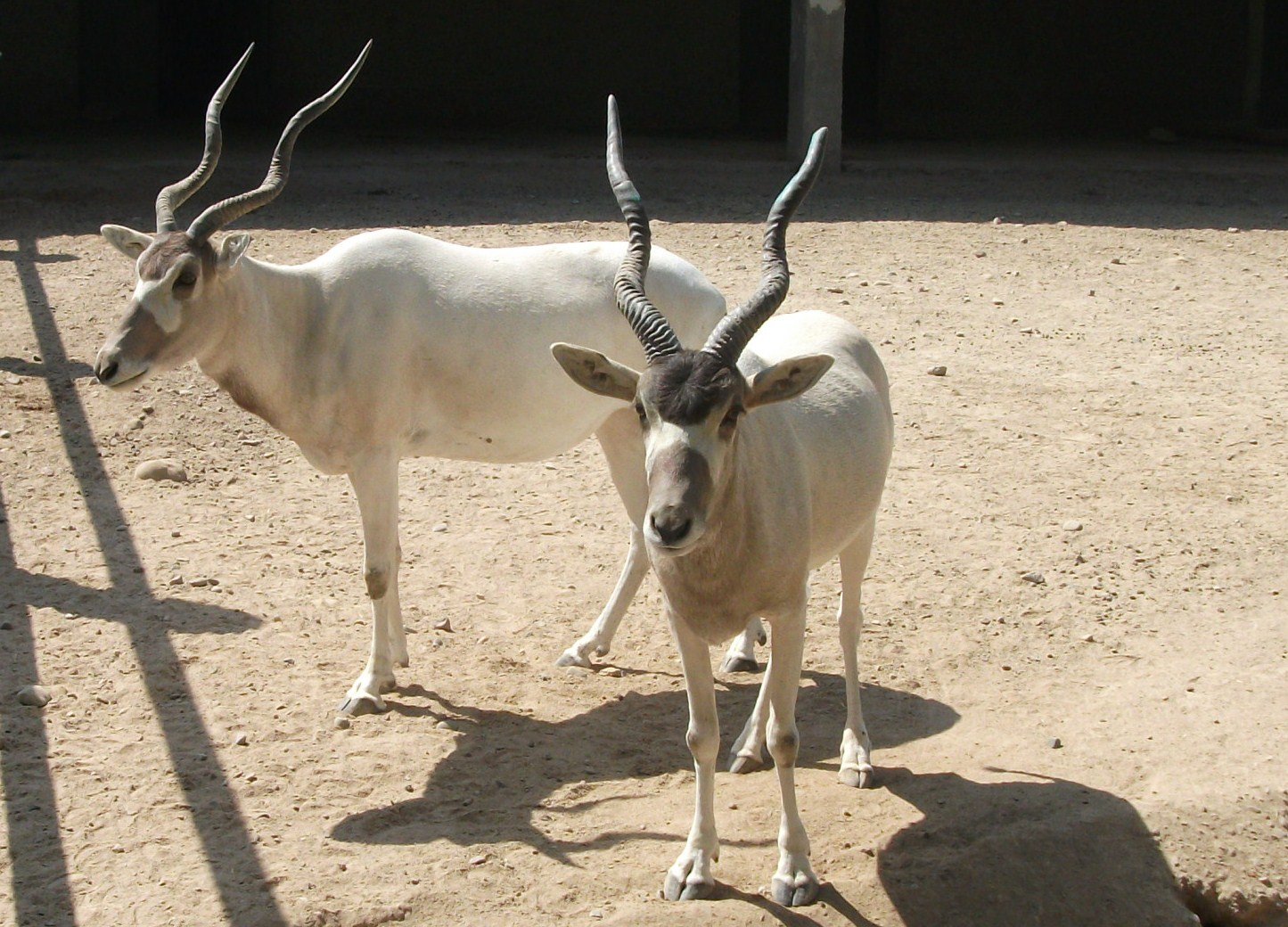
アダックス
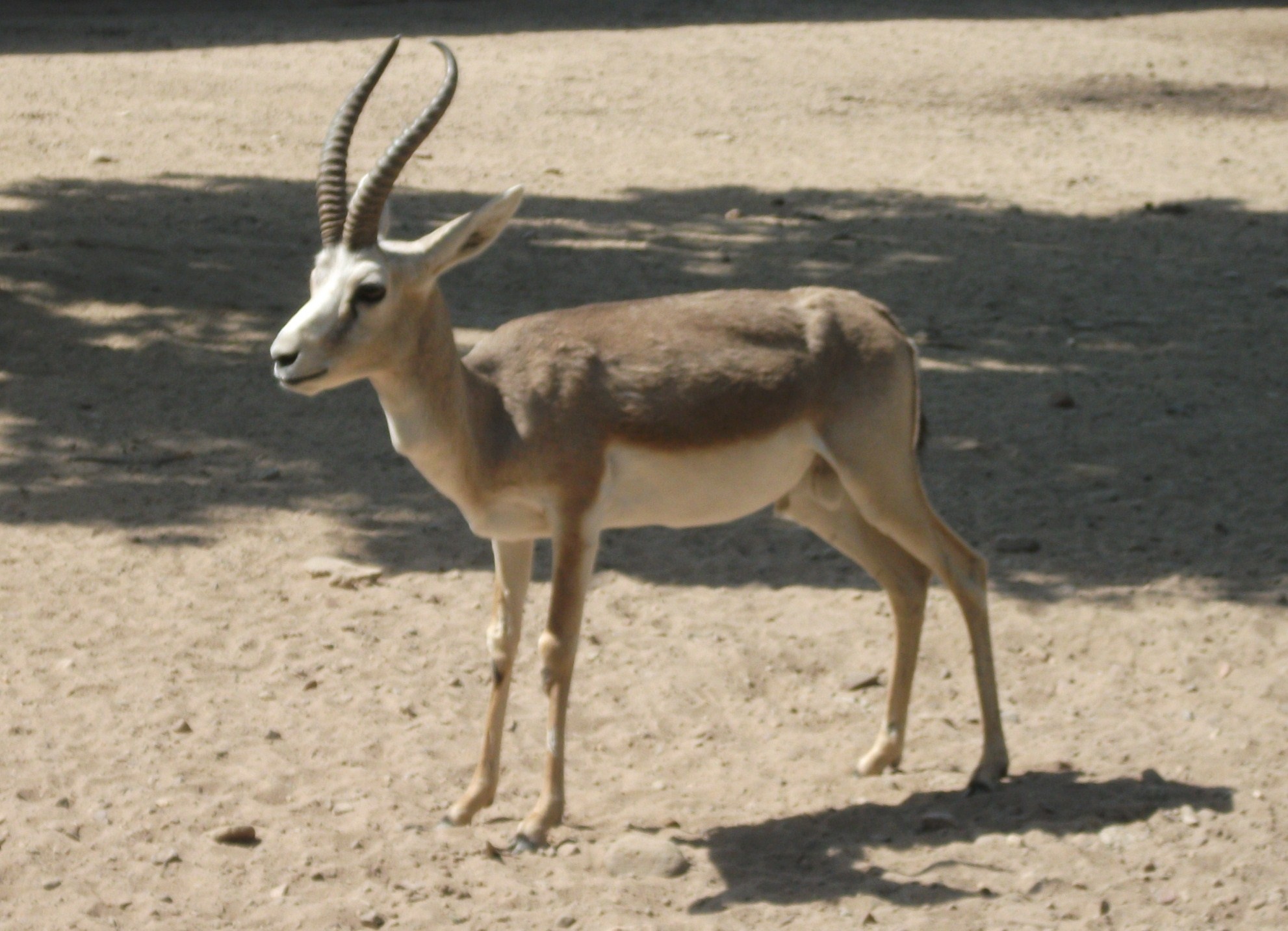
ガゼル